# Lafranconi silenziatori
La Officine Meccaniche G. Lafranconi è una storica azienda metalmeccanica di Mandello del Lario che produce silenziatori per motori a scoppio, dal 1928.
Fondata da Giuseppe Lafranconi, nacque come azienda correlata dell'allora giovane Moto Guzzi, ben presto divenendo fornitore di silenziatori per l'intera produzione, beneficiando del grande successo commerciale che la "Guzzi" ebbe negli anni trenta.
Dal secondo dopoguerra la "Lafranconi" si confermò leader italiano ed europeo nella produzione di silenziatori per motocicli e ciclomotori, grazie ad un elastico sistema industriale studiato per fornire prodotti standard a prezzi concorrenziali, ma anche silenziatori studiati per specifici modelli o utilizzi sportivi.

## Persone legate alla Lafranconi Silenziatori
- Roberto Castelli